# واحه لیوا

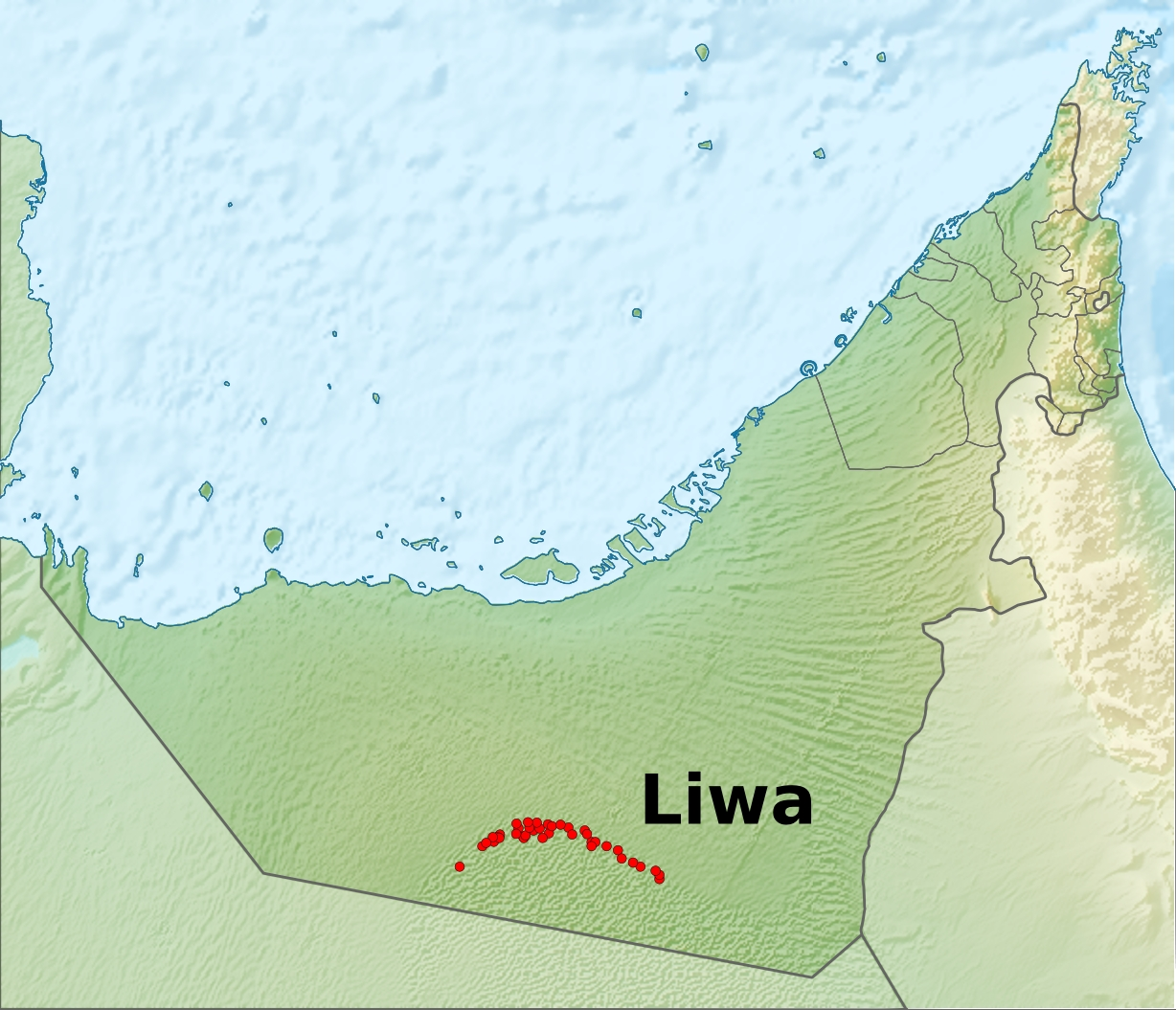
محل واحه لیوا در نقشه امارات متحده عربی

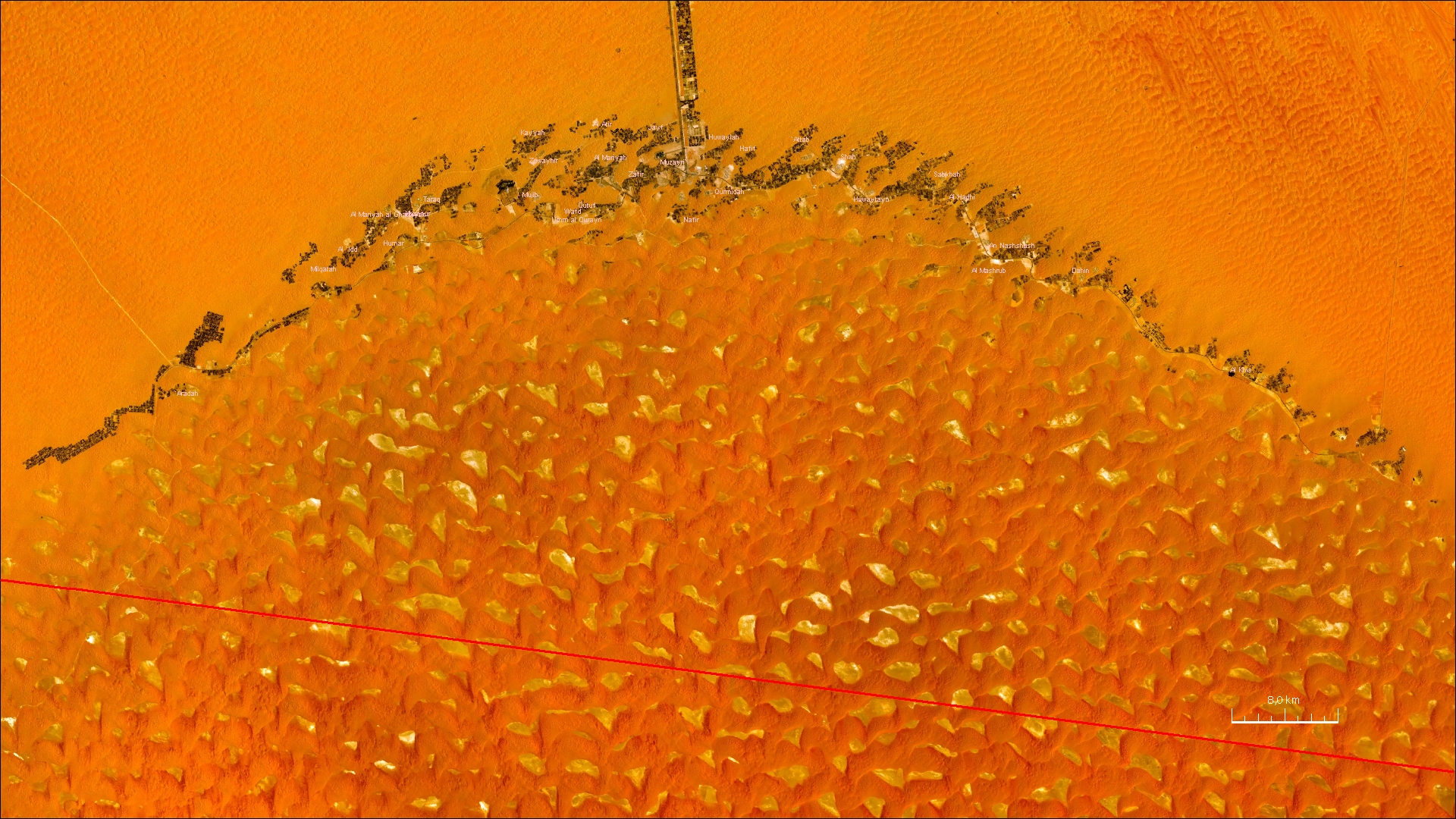
تصویر ماهواره‌ای ناسا از واحه لیوا که در شمال ربع‌الخالی واقع شده، مرز عربستان سعودی و امارات با خطر قرمز مشخص شده‌است.

واحه لیوا، واحه‌ای بزرگ در امارت ابوظبی در امارات متحده عربی است. اینجا وطن خاندان حاکم ابوظبی و دوبی است و آل نهیان در ۱۷۹۳ آن را ترک کرده و به ابوظبی آمده‌اند.

## اقتصاد
یکی از مهمترین شاخه‌های سنتی اقتصاد، کاشت خرما است. در سطح گسترده‌ای از آبیاری قطره‌ای و گلخانه‌ها استفاده می‌شود. اهمیت گردشگری در حال افزایش است. چند هتل در این منطقه وجود دارد از جمله هتل لیوا در مُزيرعة، هتل تلال لیوا، خانه استراحت لیوا در همان روستا که توسط دولت ابوظبی اداره می شوند، و استراحتگاه قصر السراب.
تپه مُرعب در نزدیکی آن 300 متر ارتفاع دارد و یکی از بزرگترین تپه‌های شنی جهان است. این تپه هر ساله در طول جشنواره لیوا افراد زیادی را به خود جذب می کند و شمار زیادی از بازدیدکنندگان بین المللی و محلی برای دیدن مسابقات آفرود و مسابقات شترسواری به آنجا می‌روند.